# Microseconde
| Kleinere eenheden | Kleinere eenheden | Kleinere eenheden |
| factor            | naam              | symbool           |
| ----------------- | ----------------- | ----------------- |
| 10−30             | quectoseconde     | qs                |
| 10−27             | rontoseconde      | rs                |
| 10−24             | yoctoseconde      | ys                |
| 10−21             | zeptoseconde      | zs                |
| 10−18             | attoseconde       | as                |
| 10−15             | femtoseconde      | fs                |
| 10−12             | picoseconde       | ps                |
| 10−9              | nanoseconde       | ns                |
| 10−6              | microseconde      | µs                |
| 10−3              | milliseconde      | ms                |
| 1                 | seconde           | s                 |
| 103               | kiloseconde       | ks                |

Een microseconde is een miljoenste van een seconde (10−6 van een seconde of 1 μs). Het woord wordt gevormd door het voorvoegsel micro-, gevoegd bij de eenheid seconde. In het dagelijks taalgebruik is het ongewoon om in microseconden te spreken, omdat het vele ordes van grootte kleiner is dan wat mensen zonder hulpmiddelen kunnen waarnemen.

## Microseconden in de wetenschap
- 1 microseconde is de duur van de cyclus van 1 megahertz (1 MHz)
- 2,2 microseconden is de leeftijd van een muon
- 3,33564095 microseconden is de tijd die licht nodig heeft om 1 kilometer af te leggen in vacuüm